# Église Saint-Jacques de Međugorje
Pour les articles homonymes, voir Église Saint-Jacques.
L'église Saint-Jacques est une église paroissiale catholique située en Bosnie-Herzégovine, sur le territoire du village de Međugorje et dans la municipalité de Čitluk. Consacrée en 1969, elle est inscrite sur la liste provisoire des monuments nationaux de Bosnie-Herzégovine. Elle est placée sous le patronage de l'apôtre Jacques. La paroisse est gérée par des franciscains de la Province franciscaine de Bosnie.

## Histoire
La construction de l'ancienne église paroissiale s'achève en 1897, peu après la fondation de la paroisse (1892). C'était un bâtiment spacieux pour l'époque. Cependant, étant bâti sur des fondations instables, des fissures ont rapidement commencé à apparaître. Immédiatement après la fin de la Première Guerre mondiale, les paroissiens ont formé le projet de construire une nouvelle église.
La conception de la nouvelle église a été réalisée gratuitement par l'architecte de Zagreb Stjepan Podhorsky. Cette construction a duré de 1934 au 19 janvier 1969, jour de sa consécration. Les travaux se sont poursuivis même après la consécration car l'intérieur n'était pas décoré, les clochers, pas construits, etc. Les travaux de décoration ont tous été achevés en 1980.

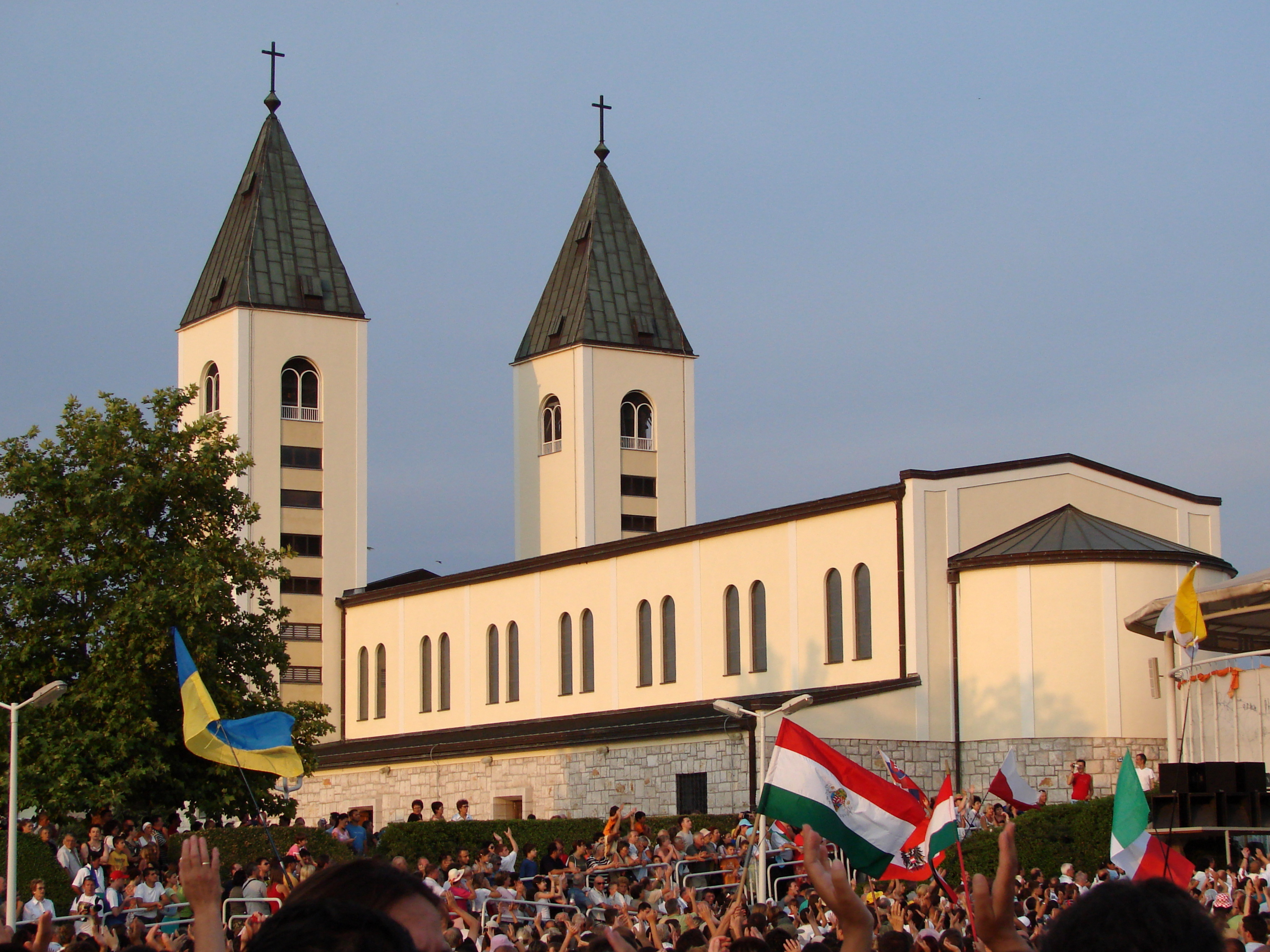
Autre vue de l'église Saint-Jacques

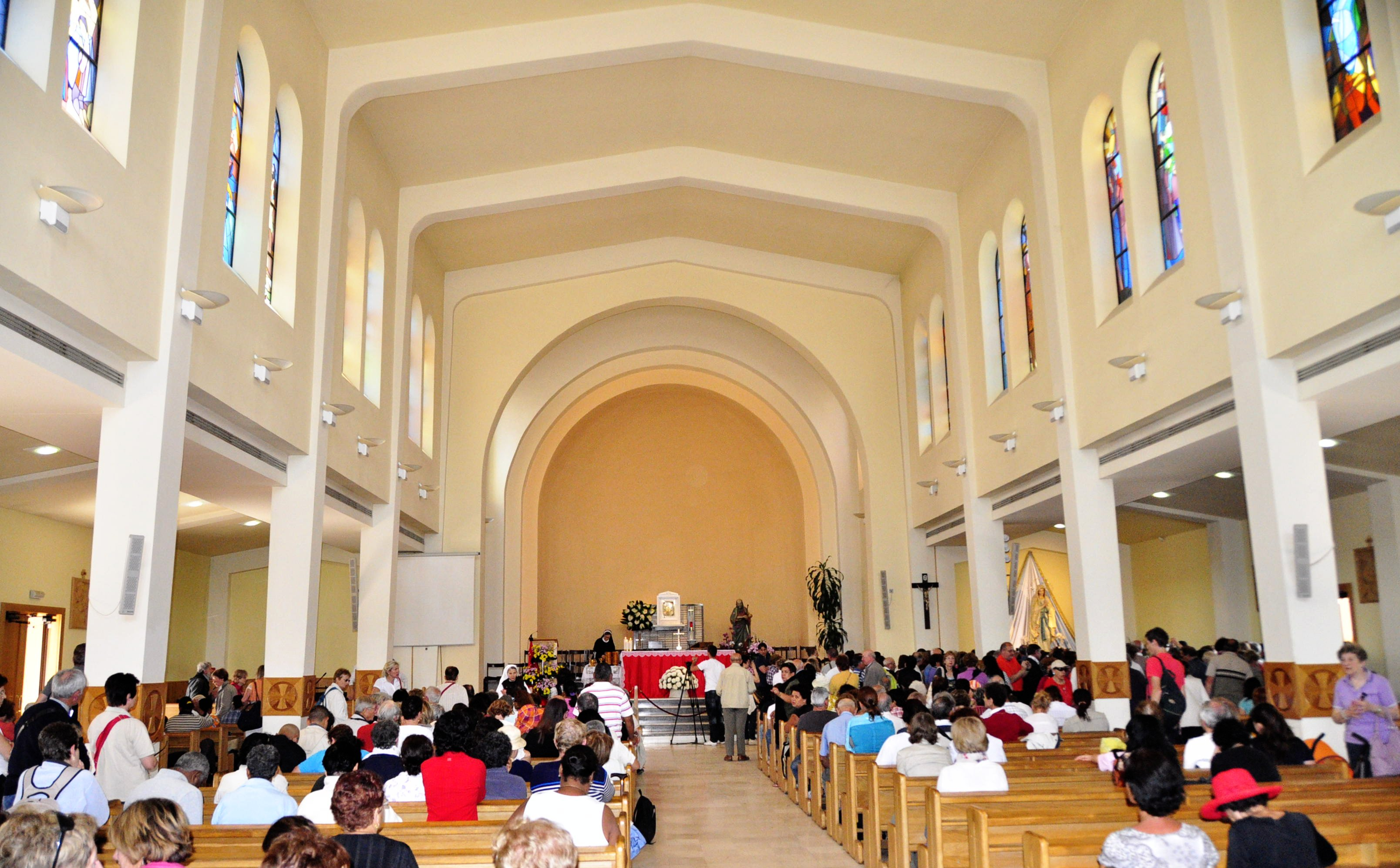
L'intérieur de l'église.

## Architecture
Les deux tours ont un plan carré et se terminent par des toits en tente. Entre les tours, une entrée à trois portes ; dans le tympan au-dessus de l'entrée centrale, un relief représente le saint patron de l'église.
L'église est basée sur un bâtiment basilical classique. La nef est divisée en sept travées, elles-mêmes divisées intérieurement par des poutres et des piliers, la septième travée étant divisée vers l'abside semi-circulaire par un arc de triomphe en plein cintre.
En raison du nombre croissant de pèlerins, l'église Saint-Jacques et les abords de l'église ont été constamment adaptés aux nouveaux besoins depuis 1981.
Un parc clôturé à l'est du sanctuaire commémore l'emplacement de l'ancienne église paroissiale.

## Autel extérieur
Érigé en 1989, l'autel extérieur et la zone de prière environnante (avec environ cinq mille places) servent de lieu de rassemblement pour les grandes célébrations liturgiques pendant les mois d'été, lorsque des milliers de pèlerins se rassemblent à Međugorje.

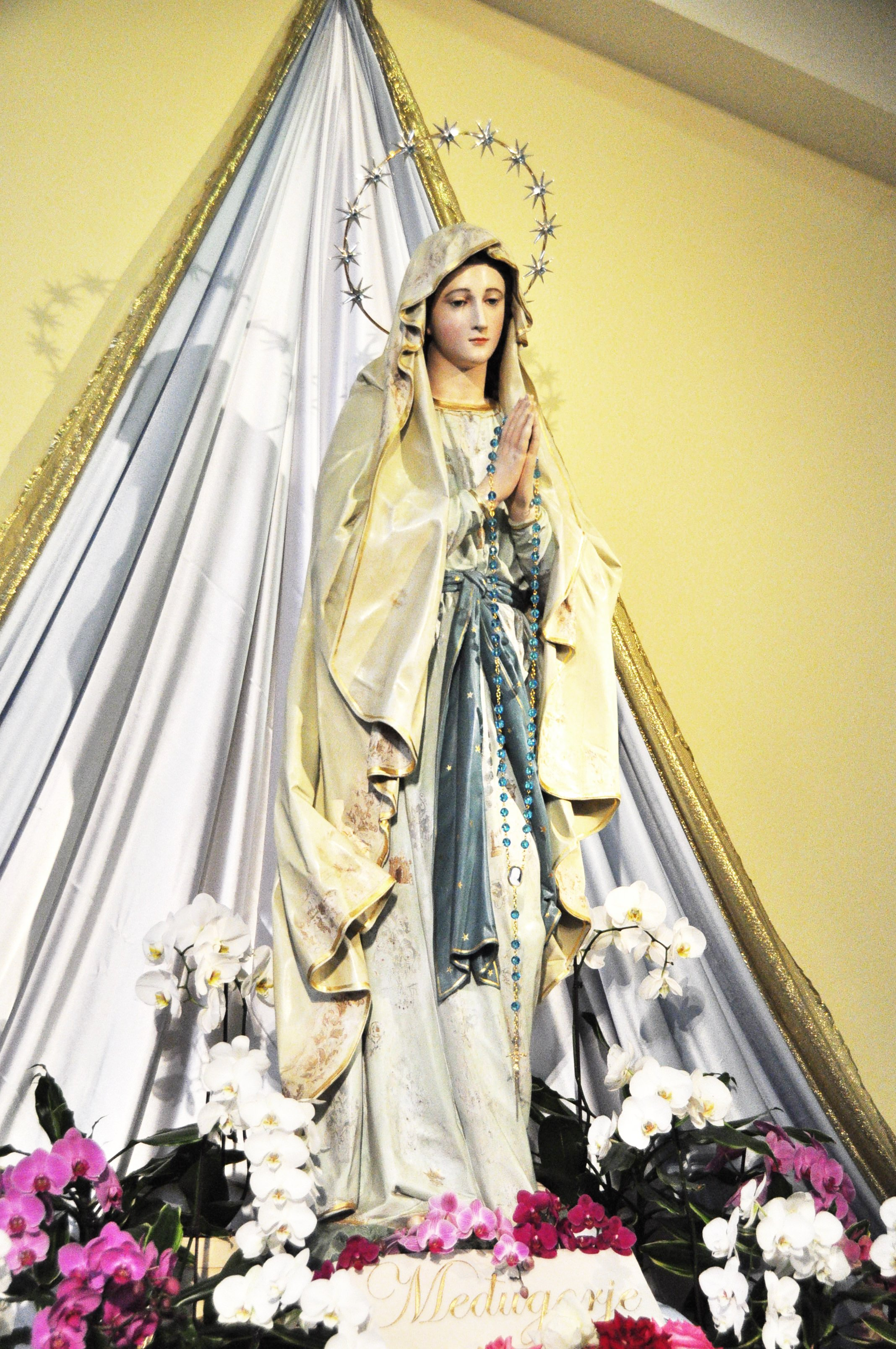
Statue de la Vierge de Međugorje dans l'église.